# Ilopango (município)
Ilopango é um município localizado no departamento de San Salvador, em El Salvador.